# Digitaria melanotricha
Digitaria melanotricha är en gräsart som beskrevs av Clayton. Digitaria melanotricha ingår i släktet fingerhirser, och familjen gräs. Inga underarter finns listade i Catalogue of Life.